# Alessandro Monti
Alessandro Monti (Brescia, 1818. március 20. - Torino, 1854. május 22.) olasz hazafi és katona.

## Életrajza
Illusztris ősöket felvonultató család sarja, a bresciai felkelés szervezője, ahol kitűnt a tehetségével. Később ezredesi rendfokozatot viselve az olasz légió parancsnoka volt a szárd–piemonti kormány küldötteként az 1848–49-es forradalom és szabadságharc idején. A légió élén sikeres szervezői munkát végzett, de harcba csak a nyári hadjárat végén került, ahol a légió szinte végig az utóvédben harcolt. Törökországba emigrált, de ott is fegyelmet tartott katonái között, nem engedte szétszéledni őket. Egy idő után elérte, hogy hazatérhessenek Itáliába, ahol Cagliariban kikötve feloszlatta a légiót. Később a kormánya méltánytalanul bánt vele, és nem engedte magas beosztású  tisztként szolgálni (nehogy ezzel terheljék az amúgy is feszült olasz–osztrák viszonyt), ami a katonai pályát életcélként kezelő Montit letörte. Továbbra is kapcsolatban maradt a magyar emigráció tagjaival, elsősorban Batthyány Kázmérral és Kossuth Lajossal. Börtönigazgatóként, több évnyi betegeskedés után 1854-ben halt meg.